# Rupert Penry-Jones
Rupert William Penry-Jones (Londra, 22 settembre 1970) è un attore britannico.

## Biografia
Nato a Londra da Peter Penry-Jones, attore gallese, e dall'attrice Angela Thorne, studiò al Dulwich College fino all'età di 17 anni, quando fu iscritto alla Bristol Old Vic, dalla quale venne espulso per cattiva condotta durante il suo secondo anno.
Essendo affetto da dislessia faticò molto nel proseguire i suoi studi. Cominciò a studiare recitazione presso la Bristol Old Vic Theatre, e il suo primo ruolo importante fu quello a teatro, nel 1995, all'Hackney Empire di Londra, di Fortebraccio nell'Amleto di Shakespeare. Nel 1999 partecipa al film Virtual Sexuality.
Sul piccolo schermo dal 2004 al 2008 ha la parte di Adam Carter nella serie televisiva Spooks. Un ulteriore ruolo significativo della sua carriera è quello di Clive Reader nel legal drama inglese Silk, ruolo che ha interpretato dal 2011 al 2014.
Nel 1999 è stato fidanzato con la cantante Kylie Minogue e nel 2007 ha sposato l'attrice Dervla Kirwan da cui ha avuto due figli: Peter e Florence.

## Filmografia

### Cinema
- Black Beauty, regia di Caroline Thompson (1994)
- Bent, regia di Sean Mathias (1997)
- Food of Love, regia di Stephen Poliakoff (1997)
- Hilary e Jackie, regia di Anand Tucker (1998)
- Still Crazy, regia di Brian Gibson (1998)
- Virtual Sexuality, regia di Nick Hurran (1999)
- Charlotte Gray, regia di Gillian Armstrong (2001)
- A Family Man, regia di John Sharian (2016)
- Le quattro piume (The Four Feathers), regia di Shekhar Kapur (2002)
- Match Point, regia di Woody Allen (2005)
- Le regole del caos (A Little Chaos), regia di Alan Rickman (2014)
- Vita & Virginia, regia di Chanya Button (2018)
- The Batman, regia di Matt Reeves (2022)

### Televisione
- Delitto di stato (Fatherland), regia di Christopher Menaul – film TV (1994)
- Cold Comfort Farm, regia di John Schlesinger – film TV (1995)
- Absolutely Fabulous – serie TV, episodio 3x06 (1995)
- Kavanagh QC – serie TV, episodio 2x03 (1996)
- Cold Lazarus – serie TV, episodi 1x03-1x04 (1996)
- Faith In The Future – serie TV, episodi 2x03-2x04 (1996)
- Jane Eyre, regia di Robert Youngl – film TV (1997)
- The Student Prince, regia di Simon Curtis – film TV (1997)
- The Moth, regia di Roy Battersby – film TV (1997)
- The Tribe, regia di Stephen Poliakoff – film TV (1998)
- North Square – serie TV, 10 episodi (2000)
- Cambridge Spies – serie TV, 4 episodi (2003)
- Poirot (Agatha Christie's Poirot) – serie TV, episodio 9x02 (2003)
- Spooks – serie TV, 41 episodi (2004-2008)
- Casanova – serie TV, 4 episodi (2005)
- Krakatoa: The Last Days, regia di Sam Miller – film TV (2006)
- Persuasione (Persuasion), regia di Adrian Shergold – film TV (2007)
- Joe's Palace, regia di Stephen Poliakoff – film TV (2007)
- Burn Up – serie TV, episodi 1x01-1x02 (2008)
- The 39 Steps, regia di James Hawes – film TV (2008)
- Whitechapel – serie TV, 18 episodi (2009-2013)
- Silk – serie TV, 18 episodi (2011-2014)
- L'isola del tesoro (Treasure Island), regia di Steve Barron – miniserie TV, 2 puntate (2012)
- Black Sails – serie TV, 6 episodi (2015-2017)
- The Strain – serie TV, 23 episodi (2015-2017)
- Stan Lee's Lucky Man – serie TV, 8 episodi (2018)
- The Drowning, regia di Carolina Giammetta – miniserie TV (2021)
- Those About to Die, regia di Roland Emmerich e Marco Kreuzpaintner – miniserie TV (2024)

## Doppiatori italiani
Nelle versioni in italiano delle opere in cui ha recitato, Rupert Penry-Jones è stato doppiato da:
- Franco Mannella in L'isola del tesoro, The Strain, The Batman
- Roberto Certomà in Persuasione, Whitechapel
- Francesco Bulckaen in Spooks (1º voce), Black Sails
- Fabrizio Manfredi in Virtual Sexuality
- Alessandro Quarta in Le quattro piume
- Riccardo Rossi in Match Point
- Gianfranco Miranda in Spooks (2° voce)
- Giorgio Borghetti in Silk
- Vittorio De Angelis in Le regole del caos
- Alberto Bognanni in Those About to Die